# Byadgi
Byadgi è una città dell'India di 25.658 abitanti, situata nel distretto di Haveri, nello stato federato del Karnataka. In base al numero di abitanti la città rientra nella classe III (da 20.000 a 49.999 persone).

## Geografia fisica
La città è situata a 14° 40' 60 N e 75° 28' 60 E e ha un'altitudine di 600 m s.l.m..

## Società

### Evoluzione demografica
Al censimento del 2001 la popolazione di Byadgi assommava a 25.658 persone, delle quali 13.121 maschi e 12.537 femmine. I bambini di età inferiore o uguale ai sei anni assommavano a 3.274, dei quali 1.727 maschi e 1.547 femmine. Infine, coloro che erano in grado di saper almeno leggere e scrivere erano 17.314, dei quali 9.761 maschi e 7.553 femmine.